# Isla Denman
La isla Denman es una de las islas del Golfo septentrionales, se encuentra en el estrecho de Georgia, entre la isla de Vancouver y la costa pacífico de la Columbia Británica, Canadá. En ella reside una pequeña comunidad de 1016 habitantes según el censo de 2001. Hay un servicio regular de ferry que conecta la isla con la isla de Vancouver. La isla Denman ha sido desde siempre lugar de asentamiento de personas que huyen de las aglomeraciones urbanas. Es famosa por sus bailes estivales y su estilo de vida tolerante. Muchos artistas habitan en la isla. El área total es de 51.03 km². 
- Datos: Q4120849
- Multimedia: Denman Island / Q4120849